# El Cerrito, Ocuilan
El Cerrito, även El Calvario, är en ort i kommunen Ocuilan i delstaten Mexiko i Mexiko. Samhället hade 319 invånare vid folkräkningen år 2020.